# A Perilous Ride (film 1913 Melville)
A Perilous Ride è un cortometraggio muto del 1913 scritto e diretto da Wilbert Melville.

## Produzione
Il film fu prodotto dalla Lubin Manufacturing Company.

## Distribuzione
Distribuito dalla General Film Company, il film - un cortometraggio in una bobina - venne distribuito nelle sale USA il 22 maggio 1913. Nello stesso anno, uscì sul mercato statunitense un altro A Perilous Ride, prodotto dalla Majestic Motion Picture Company.
Non si conoscono copie ancora esistenti della pellicola che viene considerata presumibilmente perduta.